# 380 a.C.
Il 380 a.C. (CCCLXXX a.C. in numeri romani) è un anno  del IV secolo a.C.

## Eventi
- Nectanebo I depone Neferites II e si proclama re d'Egitto, dando inizio alla XXX dinastia egizia, l'ultima costituita da sovrani autoctoni.
- Cleombroto I succede al fratello Agesipoli I nella carica di re di Sparta.
- Roma
  - Tribuni consolari Servio Cornelio Maluginense, Lucio Valerio Publicola, Gneo Sergio Fidenate Cosso, Licinio Menenio Lanato, Publio Valerio Potito Publicola
  - Dittatore Tito Quinzio Cincinnato Capitolino

## Nati
- Dario III di Persia, imperatore persiano († 330 a.C.)
- Demade, oratore e politico ateniese († 318 a.C.)
- Memnone di Rodi, militare e mercenario greco antico († 333 a.C.)
- Teodette, retore e drammaturgo greco antico († 340 a.C.)

## Morti
- Agesipoli I, sovrano spartano
- Androclida, politico greco antico
- Hakor, faraone egizio
- Lisia, oratore ateniese (n. 445 a.C.)
- Neferite II, sovrano egizio